# Leonardo Melazzi
Leonardo Melazzi, vollständiger Name Leonardo Sebastián Melazzi Pinela, (* 4. Februar 1991 in Montevideo) ist ein uruguayischer Fußballspieler.

## Karriere
Der 1,75 Meter große Offensivakteur Melazzi stand mindestens seit der Spielzeit 2009/10 im Erstligakader des Danubio FC. In jener Saison sind dort vier für ihn torlose Einsätze in der Primera División verzeichnet. In den beiden Folgespielzeiten bestritt er dort 17 bzw. 18 Partien und erzielte dabei jeweils einen Saisontreffer. In der Copa Sudamericana 2012 wurde er zweimal aufgestellt. Von August 2012 bis Ende Januar 2013 wurde er an den italienischen Erstligisten CFC Genua verliehen. Bei den Italienern debütierte er am 16. September 2012 in der Partie gegen Juventus Turin in der Serie A. Sein zweites und zugleich letztes Ligaspiel für die Genueser bestritt er am 21. Oktober 2012 gegen den AS Rom. Nach seiner Rückkehr zu Danubio lief er in der Clausura 2013 in acht Ligabegegnungen auf und schoss ein Tor. In der Apertura 2013 spielte er als Leihspieler beim Ligakonkurrenten Centro Atlético Fénix und kam in sieben Ligapartien zum Einsatz (kein Tor). Im Januar 2014 wurde er erneut an Miramar Misiones ausgeliehen. In der Clausura der Spielzeit 2013/14 wurde er dort elfmal in der Primera División eingesetzt und erzielte zwei Tore. Am Saisonende belegte er mit seinem Team in der Jahresgesamttabelle den 16. Platz. Dies bedeutete den Abstieg in die Segunda División. Im August 2014 wechselte er in die Schweiz zum zweitklassigen FC Lugano. Bei den Schweizern lief er in der Spielzeit 2014/15 in 17 Spielen der Challenge League auf und trug mit zwei Treffern zum Gewinn der Meisterschaft und dem damit verbundenen Aufstieg bei. Auch kam er zweimal im Schweizer Pokalwettbewerb zum Einsatz und schoss drei Tore. Sodann schloss er sich dem FC Chiasso an. In der Saison 2015/16 wurde er zehnmal (ein Tor) in der Challenge League und einmal (kein Tor) im Schweizer Pokal eingesetzt. Mitte September 2016 setzte er seine Karriere beim Zweitligisten Miramar Misiones fort und kam in der Saison 2016 zehnmal (zwei Tore) in der Liga zum Einsatz. Ende Januar 2017 verpflichtete ihn der Erstligist Sud América, für den er am Ende des Jahres 35 Spiele in den verschiedenen Phasen der Meisterschaft absolvierte. Seine weitere Karriere führte ihn auch zwei Mal zurück in die Schweiz.